# Pietra Ligure
Pietra Ligure je menší město v italském kraji Ligurie, v provincii Savona. Leží v severozápadní části země, v Janovském zálivu, na pobřeží Ligurského moře. Je součástí Italské riviéry, respektive její západní části Riviery di Ponente. Pietra Ligure je vzdálené přibližně 80 km západně od Janova, hlavního centra Ligurie a 90 km od francouzských hranic. Ze známějších měst se v blízkém okolí nachází Savona, Albenga nebo Imperia.